# دامير كاهريمان
دامير كاهريمان (بالصربية: Дамир Кахриман)‏ (19 نوفمبر 1984 مملكة المجر - ) هو لاعب كرة قدم صربي، يلعب كحارس مرمى.

## وصلات خارجية
دامير كاهريمان على موقع الاتحاد الأوربي (الإنجليزية)
- دامير كاهريمان على موقع اتحاد تركيا (لاعب) (الإنجليزية)
- دامير كاهريمان على موقع اتحاد أوكرانيا (الإنجليزية)
- دامير كاهريمان على موقع قاعدة بيانات كرة القدم.إي يو (الإنجليزية)
- دامير كاهريمان على موقع ناشيونال فوتبول تيمز (الإنجليزية)
- دامير كاهريمان على موقع Soccerway.com (الإنجليزية)
- دامير كاهريمان على موقع عالم كرة القدم.نت (الإنجليزية)